# Jardim Equatorial
Jardim Equatorial é um bairro do município brasileiro de Macapá, capital do estado do Amapá. Segundo o censo demográfico de 2022, realizado pelo Instituto Brasileiro de Geografia e Estatística (IBGE), sua população era de 1 667 habitantes e havia 484 domicílios particulares permanentes ocupados.
De acordo com o IBGE, em 2010 a população era de 1 877 habitantes e havia 469 domicílios particulares.
Foi criado em 1989, tendo com seu surgimento acompanhando a tendência de expansão dos bairros da Zona Sul macapaense.